# 김우열 (야구인)
김우열(金宇烈, 1949년 9월 9일 ~ )은 전 KBO 리그 빙그레 이글스의 외야수이다.

## 선수 시절

### 아마추어 시절
한때 충청북도 청주에서 유아기를 잠시 보냈다. 그 후 서울로 이주해 선린중학교 1학년 때 야구를 시작했다.

### 제일은행 야구단시절
선린상고를 졸업하고 1968년 실업 야구 팀에 입단했으며, 1971년에 아시아 야구 선수권 대회 우승을 이끌었다.

### OB 베어스시절
1982년 KBO 리그가 개막하자 35세의 늦은 나이로 원년 멤버로 입단하였다. 4시즌 동안 통산 2할대 타율을 기록했다.

### 빙그레 이글스시절
1986년에 입단하였으나 이 해 스프링캠프에서 무릎 굽혀 멀리뛰기 훈련을 하다가 무릎 인대가 끊어지는 중상을 당하여 같은 해 대부분 경기에 결장했으며 이 같은 충격 탓인지 1987년에는 단 한 차례 경기도 출전하지 못했고 결국 1988년 3월 18일 현역 은퇴를 결정했다.

## 야구선수 은퇴 후
은퇴 후 OB·쌍방울의 코치를 역임했으며 한동화가 감독직에서 경질됐을 때 쌍방울의 감독 대행을 맡았다. 이후 프로에서 물러나 있다가 2012년 친정 팀의 2군 감독 대행으로 복귀했고 2013년에는 2군 타격코치를 맡았다.

## 등번호
- '3' - OB 베어스 (1982 ~ 1985) , 빙그레 이글스 (1986 ~1987)
- '81' - 두산 베어스

## 통산 기록
| 연도 | 팀명   | 타율  | 경기 | 타수 | 득점 | 안타 | 2루타 | 3루타 | 홈런 | 루타 | 타점 | 도루 | 도실 | 볼넷 | 사구 | 삼진 | 병살 | 실책 |
| ---- | ------ | ----- | ---- | ---- | ---- | ---- | ----- | ----- | ---- | ---- | ---- | ---- | ---- | ---- | ---- | ---- | ---- | ---- |
| 1982 | OB     | 0.310 | 62   | 210  | 43   | 65   | 8     | 0     | 13   | 112  | 41   | 14   | 4    | 38   | 6    | 25   | 0    | 0    |
| 1983 | OB     | 0.291 | 95   | 333  | 48   | 97   | 21    | 5     | 9    | 155  | 56   | 10   | 4    | 39   | 5    | 38   | 8    | 0    |
| 1984 | OB     | 0.274 | 95   | 318  | 38   | 87   | 11    | 1     | 12   | 136  | 49   | 13   | 5    | 47   | 5    | 48   | 5    | 2    |
| 1985 | OB     | 0.242 | 56   | 153  | 28   | 37   | 4     | 0     | 7    | 62   | 22   | 7    | 3    | 23   | 0    | 23   | 0    | 1    |
| 1986 | 빙그레 | 0.210 | 34   | 62   | 3    | 13   | 1     | 0     | 0    | 14   | 5    | 0    | 0    | 8    | 0    | 7    | 2    | 0    |
| 통산 | 5시즌  | 0.278 | 342  | 1076 | 160  | 299  | 45    | 6     | 41   | 479  | 173  | 44   | 16   | 155  | 16   | 141  | 15   | 3    |